# China Movie
China Movie ou China Movie Channel (chinois : 中国电影频道 ; pinyin : zhōnggúo diànyǐng píndào), est une chaîne de télévision chinoise en mandarin spécialisée dans les longs métrages cinématographiques. Lancée le 1er janvier 1996, elle appartient à l'Agence de l’Administration d’État de la presse, des publications, de la radio, du cinéma et de la télévision du gouvernement chinois.

## Activité
Elle diffuse différentes cérémonies de prix de cinéma chinois, dont le Coq d'or, le prix Huabiao de cinéma chinois, et le prix du cinéma des Cent fleurs. Elle diffuse également la cérémonie des Oscars.
Elle est diffusée en Europe au sein du bouquet Grande muraille organisé par les Frères Tang[réf. nécessaire].
Depuis 2006, elle diffuse en haute définition en Chine.
En 2016, la chaîne coproduit, avec HBO Asia, deux films d'arts martiaux réalisés par Corey Yuen et intitulés en anglais, « Master of the Drunken Fist: Beggar So » et « Master of the Shadowless Kick: Wong Kei-Ying ».